# Neuhaeusgen
Neuhaeusgen (lb. Neihaischen, niem. Neuhäuschen) – wieś (Uertschaft) w południowym Luksemburgu, w kantonie Luksemburg, w gminie Schuttrange. Do 3 października 2015 miejscowość leżała w dystrykcie Luksemburg. Liczy 259 mieszkańców (1 stycznia 2023). 